# Heinz Deutschendorf
Heinz Deutschendorf ist ein ehemaliger deutscher Reporter, Moderator und Sportkommentator.
Als ehemaliger Rundfunk- und Fernsehmoderator beim SFB zwischen 1955 und 1975 berichtete er im Juni 1963 „live“ für das SFB-Fernsehen über den Kennedy-Besuch aus dem „Verkehrspolizeitürmchen“ am Kurfürstendamm/Ecke Joachimsthaler Straße. Von 1968 bis 1970 moderierte er die ARD-Sportschau. Ab 1970 moderierte er bis 1974 die Abendschau des SFB. Deutschendorf war zudem Vorstandsmitglied der Deutschen Klassenlotterie und ist Ehrenvorsitzender des Tennisclubs Blau-Gold Steglitz.